# Sitke
Sitke es un pueblo ubicado en el distrito de Sárvár, en el condado de Vas, Hungría.

## Superficie
Posee una superficie de 27,20 kilómetros cuadrados.

## Demografía
Hasta 2019 la población era de 741 habitantes, con una densidad de población de 27,24 habitantes por kilómetro cuadrado.